# Analiza izotopowa
Analiza izotopowa – wyznaczanie składu izotopowego (izotopów trwałych) danego pierwiastka w badanej substancji.
Najczęstszą metodą jest oznaczanie widma mas, tzw. spektrometria mas. Innym sposobem są pomiary przesunięć izotopowych, tj. przesunięć linii widmowych wywołanych obecnością danego izotopu. Wykorzystuje się tu liniowe widma cząsteczkowe w obszarze widzialnym, nadfiolecie, oscylacyjne widma w podczerwieni, rotacyjne widmo mikrofalowe, a także widma magnetycznego rezonansu jądrowego.
Już w latach 80. XX wieku analiza izotopowa pozwalała skład izotopowy z dokładnością 0,01% w próbkach o masach ułamka miligrama.
Analizę izotopów lekkich można również przeprowadzać poprzez dokładne pomiary różnych stałych fizycznych: tempa flotacji, współczynnika refrakcji, gęstości, ciśnienia, przewodności cieplnej pracy nasyconej, itp. W przypadku wody i wyznaczania zawartości deuteru metody takie pozwalają na dokładność rzędu 0,0003%.
Bardzo małe zwartości izotopów można wyznaczać metodą analizy aktywacyjnej.